# ラルス・ファン・デル・ハール
ラルス・ファン・デル・ハール（Lars van der Haar、1991年7月23日 - ）はアメルスフォールト出身のオランダの自転車競技選手。シクロクロスを中心に活動している。

## 主な戦績

### シクロクロス
2013年
世界選手権 3位
2015年
世界選手権 3位
2016年
世界選手権 2位

### ロードレース
2013
ツール・ド・アゼルバイジャン 総合5位
2014
オーバーエースタライヒ・ルントファールト
ポイント賞
区間1勝（第1）
Ronde van Overijssel 8位